# Cairanne
Cairanne este o comună în departamentul Vaucluse din sud-estul Franței. În 2009 avea o populație de 949 de locuitori.

## Evoluția populației
| An        | 1975 | 1982 | 1990 | 1999 | 2006 | 2009 |
| --------- | ---- | ---- | ---- | ---- | ---- | ---- |
| Populație | 809  | 840  | 863  | 850  | 871  | 949  |